# لوئیس لنکستر
لوئیس لنکستر (انگلیسی: Louis Lancaster؛ زادهٔ ۹ اکتبر ۱۹۸۱) بازیکن فوتبال اهل بریتانیا است.
از باشگاه‌هایی که در آن بازی کرده است می‌توان به باشگاه فوتبال ویلدستون اشاره کرد.